# Heart to Heart 〜with you〜
『Heart to Heart 〜with you〜』（ハート・トゥ・ハート ウィズ・ユー）は、2011年7月6日に発売された杏里の12作目のベスト・アルバム。発売元はワーナーミュージック・ジャパン。

## 概要
ワーナーミュージック・ジャパン移籍第1弾作品。新曲3曲とセルフカバー1曲が収録されたオールタイム・ベスト・アルバム。

## 収録曲
1. I Will Be There with You 〜 あふれる想い [新曲]
  - 作詞：Amy Skylark Foster-Gillies
  - 作曲・編曲：David Foster
  - 日本語訳：吉元由美
2. オリビアを聴きながら
  - 作詞・作曲：尾崎亜美 編曲：入江純
  - 1987年発売のセルフカバー・アルバム『meditation』にて再録されたヴァージョンで収録。
3. 思いきりアメリカン
  - 作詞：竜真知子、Anri 作曲：小林武史 編曲：佐藤準
4. CAT'S EYE
  - 作詞：三浦徳子 作曲：小田裕一郎 編曲：角松敏生
  - 1983年発売アルバム『Timely!!』に収録された角松敏生アレンジによるアルバム・ヴァージョン（New Take）で収録。
5. 悲しみがとまらない
  - 作詞：康珍化 作曲：林哲司 編曲：角松敏生、林哲司
6. I CAN’T EVER CHANGE YOUR LOVE FOR ME
  - 作詞・作曲・編曲：角松敏生
7. SUMMER CANDLES
  - 作詞：吉元由美 作曲：Anri 編曲：小倉泰治
8. BOOGIE WOOGIE MAINLAND [ニューアレンジ 2011]
  - 作詞：吉元由美 作曲：Anri 編曲：K-Muto
9. ドルフィン・リング
  - 作詞・作曲：Anri 編曲：小倉泰治
10. Legend Of Love
  - 作詞・作曲：Anri 編曲：小倉泰治
11. 夏の月
  - 作詞：西尾佐栄子 作曲：Anri 編曲：小倉泰治
12. 未来の最初の日
  - 作詞：売野雅勇 作曲：Anri 編曲：Keith "KC" Cohen
13. 千年の恋
  - 作詞：吉元由美 作曲：Anri 編曲：小倉泰治
14. Field of Lights
  - 作詞：吉元由美 作曲：Anri、Lee Ritenour 編曲：小倉泰治、Anri、Lee Ritenour
15. With You [新曲]
  - 作詞・作曲：Anri 編曲： 編曲：安部潤
16. Someday Somehow [新曲]
  - 作詞：尾崎亜美 作曲：Anri 編曲：安部潤